# Idiocera (Idiocera) megastigma
Idiocera (Idiocera) megastigma is een tweevleugelige uit de familie steltmuggen (Limoniidae). De soort komt voor in het Oriëntaals gebied.